# ابن الحاج البلفيقي
أبو البركات محمد بن محمد بن إبراهيم السُّلمي البلِّفيقي يعرف عمومًا بـابن الحاجَ البِلِّفِيقي (1281 - مارس 1372) (680 - رمضان 773) قاضٍ وصوفي وشاعر أندلسي. ينسب إلى بلفيق من أعمال المرية، ولد ونشأ بها. درس فيها وفي إشبيلية. ثم تعلم في بجاية ومراكش، واستقر بسبتة. ولي القضاء مالقة 1335 فالقضاء والخطابة بألمرية، ففي غرناطة، فألمرية ثانية، وعمل في السفارة بين الدولة المرينية ومملكة غرناطة. توفي في المرية عن 91 عامًا. له عدة مؤلفات في الأدب، وأشعار.

## سيرته
هو أبو البركات محمد بن محمد بن إبراهيم بن الشيخ الولي أبي إسحاق بن الحاج، السُّلمي البلفيقي. وهو غير أبي عبد الله محمد بن محمد بن الحاج العبدي الفاسي الفقيه المتصوف المتوفي سنة 737 هـ/ 1337 م.

ولد في المرية سنة 680 هـ/ 1281 م ونشأ بها. بدأ تعليمه فيها وفي إشبيلية. ثم انتقل إلى المغرب، وقرأ في بجاية على أبو منصور أحمد بن عبد الحق المشدالي، ثم ذهب إلى مراكش وبعدئذٍ استقرّ في سبتة. ثم عاد إلى الأندلس، ونزل في مالقة وأخذ عن أبي عبد الله محمد بن أحمد الطنجالي.

تولّى القضاء في مالقة سنة 735 هـ/ 1335 م، ثم تولى القضاء والخطبة في المرية ثم قضاء الجماعة في غرناطة، ثم في المرية ثانية مرة. ثم أعيد إلى قضاء غرناطة. وفي هذه الأثناء كان يقومُ بالسفارة بين الملك في الأندلس والمغرب. 

استقال من جميع مناصبه في أواخر أيامه، وتوفي في المرية في شهر رمضان 773/ مارس 1372.

## مهنته وأدبه
عرف في عصره بأنه كان رجلًا صالحًا، وقد عمل في بناء الآبار وبنى فيها بنفسه وماله، و«كان يقول إن الناس لا يعرفون ما في ذلك من اللذة الصحيحة ومن الشعور بالخير في النفس.» وله نظم ونثر، و«أغراضه وجدانية أبرزها العنصر الصوفي. غير أنه كان يقبل الخُرافات التي تُروى عن نفرٍ من رجال التصوف (خرق القوانين الطبيعية والتوسط بين الله وعباده).» وكان منصنفًا وله كتب. 
 ومن شعره:

## مؤلفاته
من كتبه:
- «أسماء الكتب والتعريفُ بمؤلفيها»، على حروف المعجم
- «الإفصاح فيمن عُرِف بالأندلس بالصَّلاح»، في عدد من رجال التصوف
- «مُشتَبِهات مٌصطلحات العلوم»
- «المؤتمنُ في أنباء من لَقِيتُه من أبناء الزمن»
- «العذبُ والأُجاج من كلام أبي البركاتِ بن الحاج»، ديوان شعره
- «وقد يكبو الجوادُ في غلطة أربعين من النّقاد»
- «تاريخ المرية»
- «العَلَن في أنباء أبناء الزمن»
- «سلوة الخاطر»
- «شِعرٌ من لا شِعرَ له»، أي من لم يشتهر بالشعر

## وصلات خارجية
- في بوابة الشعراء